# Hexaglandula ariusus
Hexaglandula ariusus är en hakmaskart som beskrevs av Bilgees 1971. Hexaglandula ariusus ingår i släktet Hexaglandula och familjen Polymorphidae. Inga underarter finns listade i Catalogue of Life.